# Modelvorming

Voorbeeld van modelvorming. Een schema van de kringloopprocessen rond de atmosfeer.

Modelvorming is het nabootsen van de werkelijkheid met behulp van modellen van die werkelijkheid. Modelvorming gaat over de opbouw en het gebruik van wetenschappelijke modellen in de theorie en praktijk. Onder modelvorming verstaat men ook wel het toepassen van schema's en diagrammen.

## Algemeen
Modelvorming is een instrument bij het bestuderen van delen van de werkelijkheid alsook om die te besturen. In een wetenschappelijk vakgebied kan modelvorming een essentiële rol vervullen bij de beschrijving en beeldvorming, bij het beoordelen van die beschrijving, en bij het ontwerpen van op verbetering gerichte acties en het realiseren van dergelijke acties. Modellen hebben een aantal deels overlappende functies:
- Hulpmiddelen voor inzicht in de werking van een systeem
- Hulpmiddelen om anderen iets uit te leggen
- Hulpmiddelen om te ontwerpen
- Hulpmiddelen om te besturen.

Modelvorming en simulatie kunnen uitgevoerd worden als scherp gerichte en gecontroleerde experimenten. Met proberend nagaan van consequenties op papier kan men vaak verder komen dan uit het hoofd mogelijk is; en tegenover het proberen in de werkelijkheid heeft het modelleren het voordeel dat men het kan manipuleren en instellen, en dat men de experimentatie ermee kan herhalen en variëren. Ten slotte stelt proberen in een model ons vaak in staat het gestelde probleem in algemenere zin op te lossen. Dit testen en beproeven kan tot doel hebben om het model nog robuuster te maken met behulp van computersimulaties of evaluaties. Men wil daar meer analytische scherpte en zekerheid vergaren. Een andere insteek is gaming. Betrokkenen ervaren dan "in het klein" wat de dynamiek van de problemen "in het groot" zijn. Het voordeel van gaming is dat de beschreven dynamiek aan den lijve wordt ervaren zonder dat echte schade aangericht wordt. Het is een veilige manier van inzicht verbreden en verdiepen.

## Modelvorming onderwerpen

### Model
Een model in de wetenschap is een vereenvoudigde afbeelding van de werkelijkheid voor een bepaald gebruiksdoel gemaakt. Het zijn pragmatische hulpmiddelen die geen universele geldigheid hebben. Representatieve modellen van de werkelijkheid kunnen zijn concreet, bijvoorbeeld een schaalmodel van een dijk of brug in het waterloopkundig laboratorium, of abstract mathematisch, een sterkte- en spanningsberekeningen van de dijk of brug.
Het begrip model wordt net als het begrip theorie door onder meer mathematici, fysici, psychologen, sociologen op nogal uiteenlopende wijze gebruikt. Er is hier wel een gemeenschappelijke kern een model legt formeel, c.q. verzamelingstheoretisch, vast wat men nodig heeft aan (begrippen of variabelen voor) objecten, relaties en toegestane operaties, om deducties te kunnen maken.

### Gezichtspunt
Bij het bestuderen van de werkelijkheid is een eerste stap die van het gezichtspunt of perspectief, van de bril die je opzet. Het beeld, wat je jezelf vormt van de werkelijkheid door er met die bril naar te kijken wordt wel een representatie genoemd. Bij modelvorming kun je in termen van zo'n representatie beslissen wat je in zo'n model wilt opnemen. De representatie is de meer algemene voorstelling, het model de nadere concretisering.

### Model als hypothese
In wetenschappelijk onderzoek kan een model worden aanvaard als een werktheorie of werkhypothese. De onderzoeker houdt een reeks onderzoekingen consequent aan een bepaald model. Het voorlopige werkkarakter van het model dient hierbij op de proef te worden gesteld. Onderzoekingen dienen gericht te zijn op verdere uitwerking van het model, maar dit dient ook zelf toetsbaar en met name weerlegbaar te worden gesteld. De werktheorie dient geen onaanvaardbaar dogma te geworden.

### Modelleertaal
Een modelleertaal is een artificiële formele taal, die gebruikt kan worden om informatie, kennis of een systeem weer te geven in een structuur, die is gedefinieerd door een consistente verzameling van regels. Deze regels worden ook gebruikt voor de interpretatie van de betekenis van de componenten van de structuur. Modelleertalen zijn grafische en/of tekstueel opgebouwd, en worden voornamelijk gebruikt in de informatica, informatiemanagement en de systeemkunde.

### Modelleringsbeslissingen
De modelleringsbeslissingen geven concreet richting aan de modelvorming. Hierbij kan ment de volgende punten onderscheiden:
- Doel van de modelvorming
- Grensbeslissing van het systeem en de omgeving
- Aggregatieniveau ofwel het abstractieniveau van de beschouwing
- Deelsystemen of te modelleren onderdelen
- Soort model en de modeltaal.

## Vormen van modelvorming
- Data modelleren : Met een datamodel of gegevensmodel wordt beschreven, hoe de gegevens in een informatiesysteem gestructureerd zijn. We onderscheiden een conceptueel datamodel en het fysieke datamodel. Het fysieke datamodel beschrijft de manier waarop gegevens in een database zijn opgeslagen. Elke database heeft zijn eigen datamodel.
- Fysische modelvorming : Het wetenschappelijk ontwikkelen, onderzoeken en testen van een vereenvoudigde voorstelling van de fysische werkelijkheid. Modellen worden gebruikt zowel in de fundamentele wetenschap, waar nieuwe theorieën worden bedacht als in toegepast onderzoek, waar een praktisch probleem of apparaat wordt gemodelleerd.
- Probleemgericht modelleren : Modellen worden veelal gebruikt voor het oplossen van bepaalde specialistische problemen. Deze bepalen de context van het modelleren. Hierbij dien je aan te geven op welke wijze het te vormen model dient te helpen bij het probleemoplossen.[2]

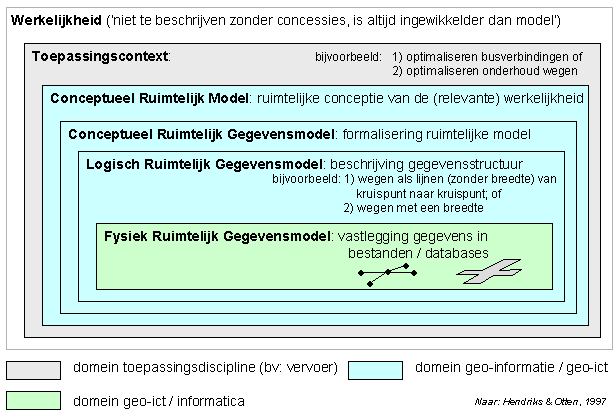
Vormen van gegevensmodellen.

- Ruimtelijke gegevensmodellering: Ruimtelijke modellering wijkt in principe niet af van 'gewone' modellering, zij het dat nu met een ruimtelijke factor om moet worden gegaan, welke op verschillende wijze zijn te modelleren en fysiek zijn te vertalen naar een gegevensmodel. Deze laatste modelleringsstap is met name afhankelijk van de zich ontwikkelende GIS- en Geo-informatietechnieken. Wat dus wel anders is, en waar bij de modellering rekening mee moet worden gehouden, is dat GIS-functionaliteit van GIS-applicaties specifiek bepaalde ruimtelijke berekeningen kan uitvoeren. Denk aan buffers aanbrengen, nabijheidsanalyses, kortste routes berekenen, en ruimtelijk objecten (daar waar ze elkaar kruisen, raken of overlappen) "van elkaar aftrekken", "optellen" en dergelijke (zie verder onder GIS). Dat betekent dat gegevensmodellen simpeler van opzet kunnen zijn, omdat bepaalde entiteit relaties niet gemaakt hoeven te worden, omdat deze geografisch kunnen worden opgelost. (Inzicht in) de mogelijkheden van GIS-functionaliteit bepalen daardoor – mede – de ingewikkeldheid van het model en de oplossing.
- Wiskundig modelleren: Een wiskundig model is een wiskundige beschrijving van een systeem, vaak met doel om systematische analyse mogelijk te maken.[6][7] De beschrijving concentreert zich daarbij op een bepaald aspect, bijvoorbeeld de structuur, het gedrag, of bepaalde soorten eigenschappen; niet-relevante details worden weggelaten. De aard van een wiskundig model hangt helemaal af van het soort systeem en de te beschrijven aspecten. Wiskundige modellen worden specifiek gebruikt in wetenschappen als biologie, elektrotechniek en natuurkunde, maar ook in andere gebieden als economie, sociologie en politicologie.

## De studie van modelvorming

### Econometrie
Econometrie is de discipline binnen de economische wetenschap die zich richt op het kwantificeren (het in getallen uitdrukken) van de relaties tussen economische grootheden. Econometrie kan het beste worden omschreven als de wetenschap van het economisch modelleren, waarbij een groot beroep wordt gedaan op technieken uit de wiskunde, de waarschijnlijkheidsrekening en de statistiek. Informatica neemt een belangrijke plaats in, zowel bij het ontwerp als bij het toetsen en gebruiken van econometrische modellen.

### Informatievisualisatie
Informatievisualisatie is de interdisciplinaire studie van de visuele representatie van grote verzamelingen van niet-numerieke informatie, zoals files en codes in software systemen, en het gebruik van deze technieken om het begrip en de analyse van informatie te verbeteren.

### Modeltheorie
Modeltheorie is een deelgebied van de wiskundige logica en de wiskunde, en handelt over de relaties tussen puur formele uitdrukking en hun betekenis. De modeltheorie is een onderdeel van de mathematische logica. Het gaat in de modeltheorie om de bestudering van de relaties tussen de eigenschappen van een formele theorie en de eigenschappen van een ander mathematisch systeem. Modeltheorie bestudeert kortgezegd wiskundige modellen.
Het baanbrekend werk op dit gebied is in de jaren twintig en dertig van de 20e eeuw verricht door Kurt Gödel, Thoralf Skolem en Alfred Tarski.

### Systeemtheorie
Met name in de systeemtheorie en haar uitwerkingen is er enige structurele theorie over de opbouw en het gebruik van modellen.

### Wetenschapsleer
In de wetenschapsleer en methodologie is modelvorming een onregelmatig terugkerend thema.

## Verdere literatuur
- Paul Hendriks & Henk Ottens (red.) (1997). Geografische Informatiesystemen in ruimtelijk onderzoek. Van Gorcum Assen.
- Rik Min (1987). Computersimulatie als leermiddel. Academic Service Schoonhoven.
- Doede Nauta (1970). Logica en model. De Haan Bussum.
- Doede Nauta & Kees Bertels (1969). Inleiding tot het modelbegrip. de Haan Bussum.
- Cees van Peursen, Doede Nauta & Kees Bertels (1968). Informatie. Aula pocket.
- Gjalt T. Prins e.a. (2003). "Modellerenvan dynamische systemen in de scheikunde". In: Tijdschrift voor didactiek der β-wetenschappen. 20 (2003), nr 1, p.26-47.
- Jan P. van Soest, e.a. (1988). De werkelijkheid van het model. Aramith Amsterdam.
- Jan in 't Veld (1975). Analyse van organisatieproblemen: een toepassing van het denken in systemen en processen, Elsevier Amsterdam.